# ألبرت ديتريش
ألبرت ديتريش (بالألمانية: Albert Dietrich) هو موزع وملحن ألماني، ولد في 28 أغسطس 1829 في مايسن في ألمانيا، وتوفي في 20 نوفمبر 1908 في برلين في ألمانيا.

## وصلات خارجية
- ألبرت ديتريش على موقع ميوزك برينز (الإنجليزية)
- ألبرت ديتريش على موقع ديسكوغز (الإنجليزية)